# Trdnjava Ostrovica
Trdnjava Ostrovica (hrvaško Tvrđava Ostrovica) je srednjeveška utrdba na Hrvaškem.
Trdnjava, postavljena na prepadno skalo vrh vzpetine nad križiščem poti, je bila ena od najvažnejših srednjeveških utrdb na Hrvaškem, poznana kot ključ mesta Zadar. Prvotni gospodarji, knezi Bribirski, so jo na zahtevo ogrsko-hrvaškega kralja Ludvika I. leta 1347 prepustili Ogrskemu kraljestvu (zamenjali so jo za grad Zrin s posestmi v tedanji Slavoniji). Po Ludvikovi smrti so se kot gospodarji izmenjali nekateri najvplivnejši hrvaški in bosanski plemiči, dokler ni leta 1411 prišla v roke Bečanov. Kot utrdbo na mejnem območju med Beneško republiko in Osmanskim cesarstvom, so jo imeli v posesti enkrat eni drugič drugi, dokler je v drugi polovici 17. stoletja niso porušili do tal.

## Zgodovinski pregled
Ostrovico prvič omenja (po Vjekoslavu Klaiću) bizantinski zgodovinar Cinnamus v prvi polovici 12. stoletja, ko zapiše, da je leta 1168 bizantinski cesar Manuel I. Komnen osvojil velik del Hrvaške in Dalmacije, in navede med osvojenimi mesti, poleg Splita, Trogirja, Šibenika in Skradina, tudi Ostrovico. Druga omemba se nanaša na zapis, da se je leta 1198 herceg Andrej II. Arpadović na pohodu skozi Ravne kotare z vojsko utaboril ob kastrumu Ostrovica.
Trdnjavo so, tako kot vso bribirsko županijo, do leta 1347 posedovali knezi Bribirski iz plemena Šubićev. V njej je do smrti prebival knez Pavel II. Šubić, tedaj pa jo je v imenu mladoletnega Pavlovega sina Jurija prevzel in jo upravljal Pavlov mlajši brat Grgur V. Že naslednje leto je ogrsko-hrvaški kralj Ludvik I. Grgurja prisilil, da mu je trdnjavo izročil v  zameno (listina z dne 31. julija 1347) za trdnjavo Zrin in posesti v takratni Slavoniji (danes v Bosni).
Ludvik je Ostrovico potreboval zaradi strateških razlogov: iz Dalmacije je nameraval izriniti Benečane, ta trdnjava pa je že iz antičnih časov nadzorovala pomembne poti s severa proti jugu (v smeri Siscia-Salona) in z zahoda proti vzhodu (Jadar-Knin). Kralj je v svoji nameri tudi uspel in je po zadrskem miru leta 1358 zagospodaril nad vso južno Hrvaško. Po njegovi smrti je trdnjava pogosto menjavala gospodarje. Nekaj časa jo je imel v posesti vranski prior in hrvaški ban Ivan Paližna oz. njegovi nasledniki. Po nekaterih virih je bila v letih 1388-91 v lasti bosanskega kralja Tvrtka I., od leta 1393 pa v rokah bosanskega vojvode in hrvaškega bana Vuka Vukčića Hrvatinića.
V začetku 15. stoletja je prišla Ostrovica v posest bosanskega vojvode Sandalja Hranića Kosače, ki jo je spomladi 1405 dobil kot doto ob poroki z Katarino, hčerko Vuka Vukčića Hrvatinića, skupaj s Skradinom. Takšno stanje je v svoji darovnici z dne 23. marca 1407 potrdil tudi kralj Ladislav Neapeljski, katerega so nekateri plemiči nekoliko prej (1403) v Zadru kronali za hrvaško-ogrskega kralja, ki pa se je uveljavil le na jugu Hrvaške, medtem ko je severneje vzpostavil svojo oblast Sigismund Luksemburški.
Okoliščine so se spremenile leta 1409, ko je kralj Ladislav prodal svoje pravice do Dalmacije Beneški republiki za 100.000 dukatov. Malo kasneje (1410) je Kosača začel pogovore z Benečani o pogojih prevzema Ostrovice. 13. aprila 1411 je v Zadru sklenil pogodbo, po kateri je trdnjavo predal Benečanom za 5.000 dukatov. Slednji so si potem podredili tudi Skradin in Šibenik.
Potem ko so Turki leta 1463 zavzeli Bosno, je tudi Ostrovici pretila vse večja turška nevarnost, vendar se je obdržala vse do leta 1523, ko je skupaj z vsem okoliškim ozemljem prišla pod turško oblast. Ob neprestanih turško-benečanskih spopadih je trdnjava na mejnem območju občasno prehajala iz turških v benečanske roke in nazaj, dokler ni bila v drugi polovici 17. stoletja porušena.
Po dostopnih virih je trdnjava leta 1671 še obstajala; Benečani so namreč takrat za trdnjavskega poveljnika postavili znanega protiturškega borca Stojana Jankovića. Kasneje je bila porušena, praktično zravnana z zemljo; na platoju nad pokončnimi stenami so se do danes ohranili le redki ostanki kot kamnita cisterna za vodo, izklesane stopnice, delčki gotske glazirane keramike in podobno.